# Lorella De Luca
Lorella De Luca (* 17. September 1940 in Florenz; † 9. Januar 2014 in Rom) war eine italienische Schauspielerin.

## Leben
De Luca gab bereits mit 15 Jahren ihr Debüt in Federico Fellinis Die Schwindler und setzte ihre Karriere während der nächsten vier Jahre als meist junges, naives Mädchen in 23 Filmen fort, von denen einige dem Neorealismus nahestanden, andere leichte Komödien waren. Nebenbei besuchte sie das Centro Sperimentale di Cinematografia. 1958 trat sie als einer der Assistentinnen von Mario Riva im erfolgreichen Fernsehquiz Il Musichiere auf. Mit Beginn der 1960er Jahre erhielt sie mehr und mehr Rollen in deutlich kommerziell ausgerichteten Filmen und trat, nun unter dem Pseudonym Hally Hammond, in den zwei Ringo-Filmen ihres (ab 1971) späteren Ehemannes Duccio Tessari in Erscheinung. Mit ihm arbeitete sie auch als Regieassistentin. Nach 1967 und insbesondere nach der Geburt der gemeinsamen Tochter nahm sie nur noch sehr gelegentlich Angebote wahr.

## Filmografie (Auswahl)
- 1955: Die Schwindler (Il bidone)
- 1957: Puppe mit Pfiff (Poveri ma belli)
- 1957: Väter und Söhne (Padri e figli)
- 1958: Don Vesuvio und das Haus der Strolche (Il bacio del sole)
- 1965: Eine Pistole für Ringo (Una pistola per Ringo)
- 1965: Ringo kommt zurück (Il ritorno di Ringo)
- 1971: Das Messer (Una farfalla con le ali insanguinate)
- 1993: Bonus malus